# 喜蛺蝶屬
喜蛺蝶屬（學名：Siderone）是蛺蝶科螯蛺蝶亞科安蛺蝶族中的一個屬。共有2個物種，分佈於墨西哥至南美洲北部和大安的列斯群島一帶。

## 物種
- 格蘭喜蛺蝶 Siderone galanthis
  - 紅喜蛺蝶 S. g. nemesis = 喜蛺蝶 ?S. marthesia
- 合喜蛺蝶 Siderone syntyche
  - 馬斯喜蛺蝶 S. s. mars

## 腳註
1. ↑  Brower, Andrew V. Z. 2009. Siderone Hübner 1823. Version 22 May 2009 (under construction). http://tolweb.org/Siderone/70537/2009.05.22 （页面存档备份，存于） in The Tree of Life Web Project, http://tolweb.org/ （页面存档备份，存于） （英文）